# Carib Beer Cup 2006/07
Der Carib Beer Cup 2006/07 war die 41. Saison des nationalen First-Class-Cricket-Wettbewerbes in den West Indies und wurde vom 4. Januar bis zum 25. Februar 2007 ausgetragen. Gewinner des Wettbewerbes war Barbados. Das Finale der beiden bestplatzierten, der Carib Beer Challenge International 2006/07, gewann Trinidad und Tobago.

## Format
Die sechs Mannschaften spielten in einer Gruppe gegen jedes andere Team jeweils ein Mal. Für einen Sieg gibt es 12 Punkte, für eine Niederlage nach Führung nach dem ersten Innings vier Punkte, für einen Sieg nach dem ersten Innings bei einem Remis 6 Punkte, für eine Niederlage  nach dem ersten Innings bei einem Remis 6 Punkte, für eine Absage oder keine Entscheidung im ersten Innings 4 Punkte. Der Tabellenführende nach der Gruppenphase ist der Gewinner des Wettbewerbes. Die beiden Erstplatzierten der Gruppe spielten im Finale den Gewinner des Wettbewerbes aus.

## Resultate

### Gruppenphase
Tabelle
Am Ende der Saison nahm die Tabelle die folgende Gestalt an.
| Team                | Sp. | S | N | R | LWF | DWF | DLF | ND | Ded | Punkte |
| ------------------- | --- | - | - | - | --- | --- | --- | -- | --- | ------ |
| Barbados            | 5   | 4 | 0 | 0 | 0   | 1   | 0   | 0  | 0   | 54     |
| Trinidad und Tobago | 5   | 3 | 0 | 0 | 1   | 0   | 0   | 1  | 0   | 44     |
| Jamaika             | 5   | 1 | 1 | 0 | 1   | 1   | 1   | 0  | 0   | 25     |
| Guyana              | 5   | 1 | 1 | 0 | 1   | 0   | 0   | 2  | 0   | 24     |
| Leeward Islands     | 5   | 0 | 2 | 0 | 0   | 2   | 1   | 0  | 0   | 15     |
| Windward Islands    | 5   | 0 | 2 | 0 | 0   | 0   | 2   | 1  | 0   | 10     |

Sieg: 12 Punkte; Remis: 3 Punkte

## Finale
Im Finale, das unter dem Wettbewerbsnamen Carib Beer Challenge International 2006/07 vermarktet wurde, trafen die beiden Erstplatzierten der Gruppenphase aufeinander.
| 22. – 25. Februar Scorecard | Pointe-à-Pierre | Trinidad und Tobago 204 (78.3) & 200 (62.4) | – | Barbados 229 (85.2) & 226-1 (65.4) |
|                             |                 | Trinidad und Tobago gewinnt mit 49 Runs     |   |                                    |